# Forever One
Die forever one ist eine Motoryacht, die bei International Shipyard Ancona in Italien gebaut wurde. Die Kiellegung fand am 5. November 2012, der Stapellauf am 28. Juni 2014 statt. Die Fertigstellung erfolgte am 12. September 2014. Die Baukosten beliefen sich auf rund 40 Millionen US-Dollar (rund 35 Millionen Euro). Die Yacht wurde von Horacio Bozzo Design entworfen, die Innenausstattung stammt vom Studio Massari.
Eigner ist der Mexikaner Bruce Grossman. Registriert ist die Yacht unter der Flagge der Cayman Islands mit Heimathafen George Town.

## Beschreibung

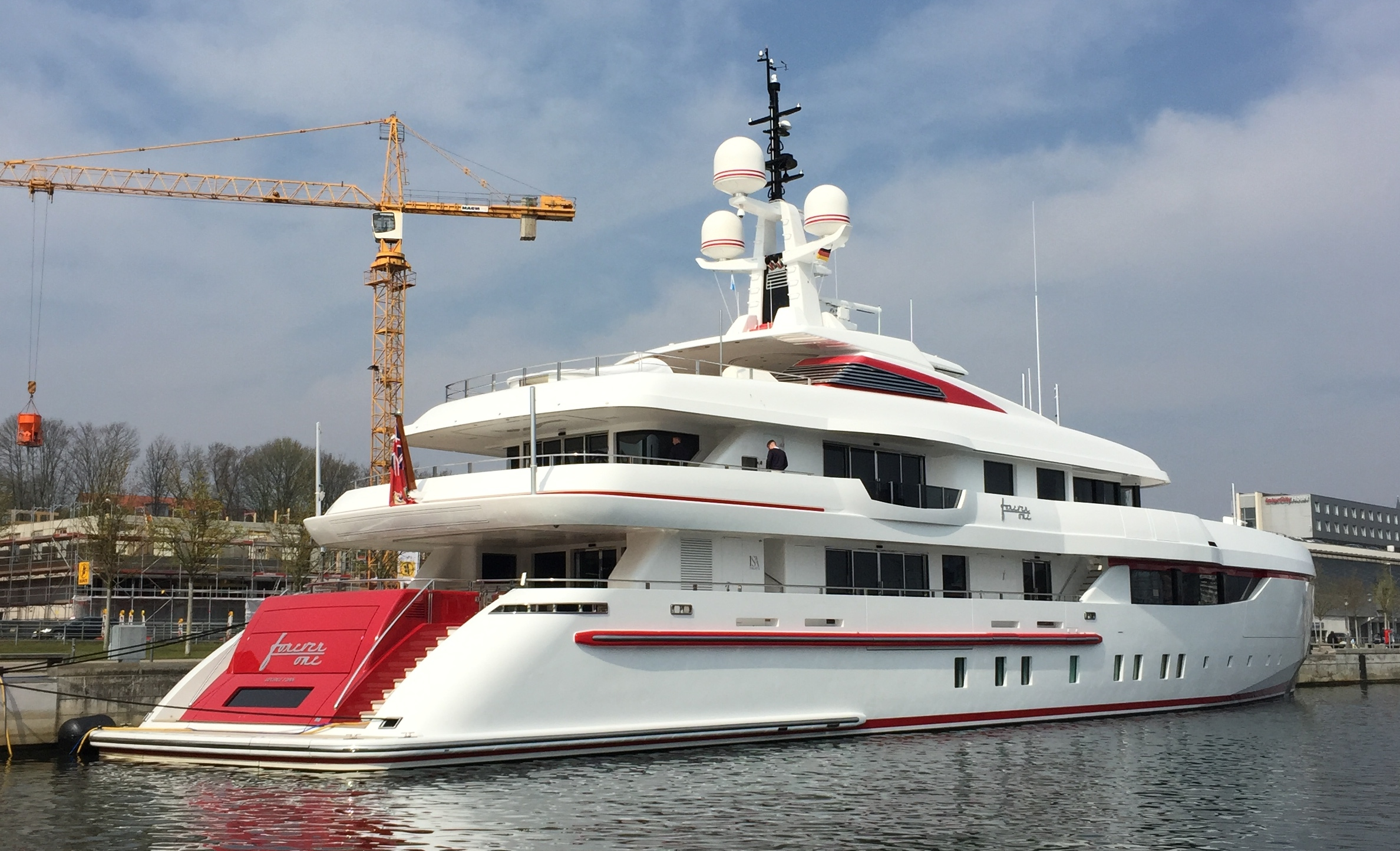
forever one – Heck und Aufbauten

Der Schiffsrumpf besteht aus Stahl, die Aufbauten aus Aluminium. Die Decks sind im Wesentlichen mit Teakholz belegt.
An Bord ist Platz für zwölf Passagiere in fünf Kabinen. Die Besatzung besteht aus zwölf Personen, für die sechs Kabinen zur Verfügung stehen.
Die Yacht wird von zwei Caterpillar-Dieselmotoren des Typs 3512C mit zusammen 2.850 kW Leistung angetrieben, die auf zwei Festpropeller wirken. Die Höchstgeschwindigkeit beträgt 16 Knoten. Bei einer Geschwindigkeit von 12 Knoten kann die Yacht rund 4.200 Seemeilen am Stück zurücklegen.